# Eunice vittatopsis
Eunice vittatopsis är en ringmaskart som beskrevs av Fauchald 1970. Eunice vittatopsis ingår i släktet Eunice och familjen Eunicidae. Inga underarter finns listade i Catalogue of Life.